# Lophozozymus guezei
Lophozozymus guezei is een krabbensoort uit de familie van de Xanthidae. De wetenschappelijke naam van de soort is voor het eerst geldig gepubliceerd in 1977 door Guinot.